# Nectar de pêche
Le nectar de pêche, souvent appelé à tort jus de pêche, est une boisson sucrée préparée à partir de purée de pêche (environ 40 % à 50 %), d'eau, et de sucre.
Le nectar est une boisson obtenue après extraction du jus et de la pulpe du fruit suivi d'un rajout de sucre et de jus de citron visant à rétablir l'équilibre sucre-acide initial du fruit.